# Мелентьєв Олександр Реммович
Олександр Реммович Мелентьєв (рос. Александр Реммович Мелентьев; 27 червня 1954, Пенза — 16 лютого 2015, Бішкек) — радянський стрілець з пістолета, тринадцятиразовий чемпіон СРСР, одинадцятиразовий чемпіон Європи, восьмиразовий чемпіон світу, олімпійський чемпіон, заслужений майстер спорту СРСР. Володар діючого рекорду Олімпійських ігор з 1980 року. Володів світовим рекордом у стрільбі на 50 метрів з довільного пістолета протягом 34 років (1980–2014).

## Біографія

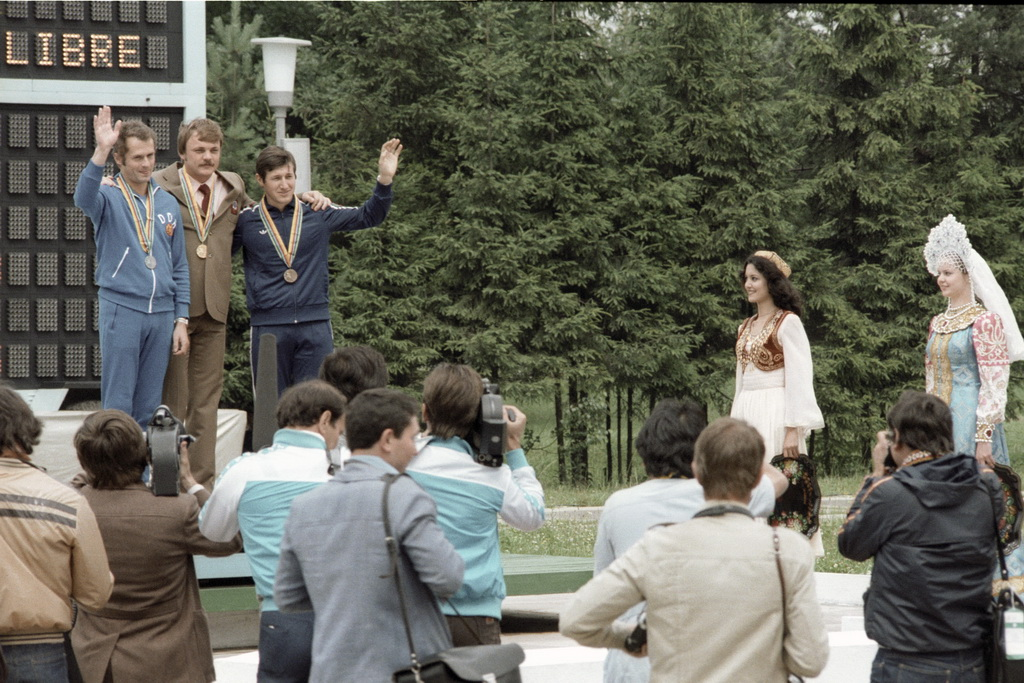
Олександр Мелентьєв (в центрі) на олімпійському п'єдесталі разом зі срібним призером Гаральдом Фольмаром з НДР (зліва) та бронзовим медалістом Любчо Дьяковим з Болгарії (справа)

Стрільбою почав займатися у Фрунзе (нині Бішкек) у дев'ятому класі. Після невдалої здачі нормативів ГТО, де він зайняв останнє місце, Мелентьєв прийшов у секцію до свого майбутнього наставника Олександра Курбанова. Виступав за Фрунзенське «Динамо». За рік до Московської Олімпіади український тренер Анатолій Піддубний, що тренував збірну Радянського Союзу, привіз прапорщика Олександра Мелентьєва, який жив у столиці Киргизії Фрунзе, до Києва щоб перевести його до Київського військового округу. Але військові чиновники відмовили майбутньому олімпійському чемпіону у квартирі, про що потім дуже жаліли. Причиною відмови став виступ Олександра на Чемпіонаті Європи 1979 року, що проходив у Львові. На тому Чемпіонаті Мелентьєв виступив дуже погано через сильний біль. За кілька днів до старту йому зробили операцію на середньому вусі. Олександр повернувся до Фрунзе, а через рік 20 липня 1980 року став першим олімпійським чемпіоном з Киргизії. Олімпійські ігри виграв з великим відривом від суперників, встановивши при цьому світовий та Олімпійський рекорди — 581 очко з 600 можливих. Світовий рекорд протримався 34 роки. 9 вересня 2014 року його перевершив південнокорейський стрілець Чин Чон О. Олімпійський рекорд лишається неперевершеним. Шанс стати дворазовим олімпійським чемпіоном втратив через бойкот Радянським Союзом літніх Олімпійських ігор 1984 року, що проходили в Лос-Анджелесі (США). Змушений був задовільнитися перемогою на міжнародних змаганнях «Дружба-84», влаштованих радянським керівництвом на противагу Лос-Анджелеській Олімпіаді. Після закінчення Киргизького державного інституту фізичної культури працював тренером-викладачем. Після розпаду Радянського Союзу працював тренером у Кувейті, потім на 10 років переїхав до США на запрошення Федерації стрілецького спорту США. За 5 років до смерті повернувся до Бішкека.

## Спортивні досягнення
- Чемпіон Олімпійських ігор 1980 року
- Восьмиразовий чемпіон світу (1983, 1986, 1987, 1989)
- Одинадцятииразовий чемпіон Європи в особистих і командних змаганнях (1980–1991)
- Дворазовий срібний призер чемпіонатів Європи (1972, 1980)
- Тринадцятииразовий чемпіон СРСР (1979–1989)
- Переможець змагань «Дружба-84»
- Володар олімпійського рекорду (581 очко у стрільбі з довільного пістолета)
- Екс-рекордсмен світу
- Рекордсмен Європи
- Рекордсмен СРСР